# Atrichochira pediformis
Atrichochira pediformis är en tvåvingeart som först beskrevs av Mario Bezzi 1921.  Atrichochira pediformis ingår i släktet Atrichochira och familjen svävflugor. Inga underarter finns listade i Catalogue of Life.